# 康斯坦丁·马科夫斯基
康斯坦丁·葉戈羅维奇·马科夫斯基（羅馬化：Konstantin Yegorovich Makovsky；1839年6月20日［儒略曆7月2日］—1915年9月17日［儒略曆9月30日］），俄國画家，以肖像画和历史题材见长。

## 生平

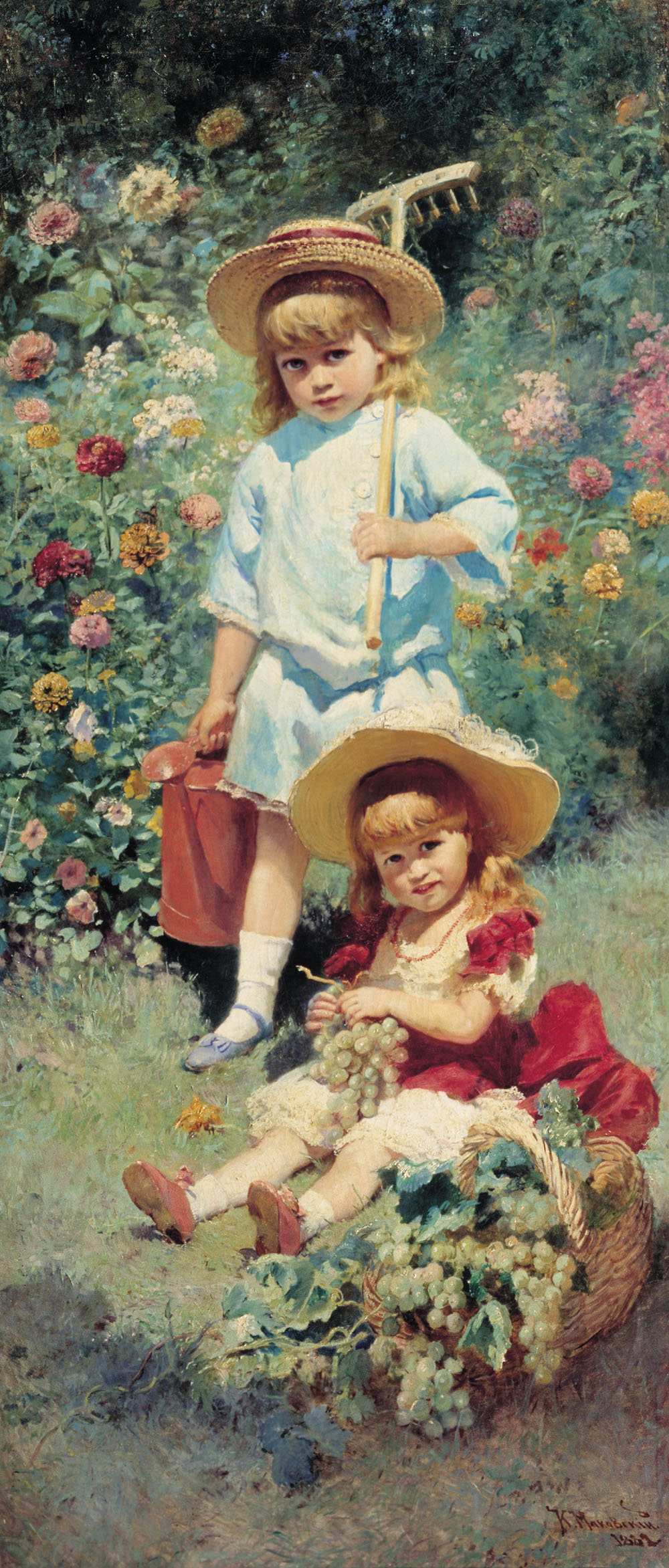
艺术家之子，1882

康斯坦丁出生于莫斯科，父亲是俄罗斯业余肖像画家，名为叶戈尔·伊凡诺维奇·马科夫斯基。康斯坦丁是家中长子，母亲是一个作曲家，并期望子承母业。
1915年康斯坦丁由于他的马车和电车的交通事故在圣彼得堡丧命。

## 作品
- 《一场盛大的婚礼》（1883年）